# Buchneria cornuta
Buchneria cornuta är en mångfotingart som beskrevs av Karl Wilhelm Verhoeff 1941. Buchneria cornuta ingår i släktet Buchneria och familjen kejsardubbelfotingar. Inga underarter finns listade i Catalogue of Life.